# Bertrand Russell College
Het Bertrand Russell College is een openbare school voor havo en vwo in Krommenie, gemeente Zaanstad.

## Geschiedenis
De school begon als dependance van het Zaanlands Lyceum voor de onderbouw in een noodgebouw met 12 lokalen. In 1971 ging de school zelfstandig verder als Scholengemeenschap atheneum/havo Bertrand Russell, met de wiskundedocent en conrector J.H. (Jaap) Bos als eerste rector. De school heeft anno 2017 circa 1160 leerlingen en is groeiend. Het BRC is vernoemd naar de filosoof en wiskundige Bertrand Russell (1872-1970).

## Bekende oud-leerlingen
- Fleur Agema - politicus
- Najib Amhali - cabaretier en acteur
- Nellie Benner - actrice en presentatrice
- Martin Bosma - politicus
- Stanley Burleson - musicalacteur
- Jeff Heijne - flamencogitarist
- Marcial Hernandez - politicus
- Erik van der Hoff - zanger
- Yoram Ish-Hurwitz - pianist
- Julie van't Veer - politica, gemeenteraad Zaanstad

## Trivia
- In 2012 vierde de school haar 40-jarig bestaan. Dit werd gevierd met een feestweek en het zogenaamde kleurenspel.
- In 2017 is het eerste Bertrand Russell Tribunaal gehouden. Onder leiding van oud-Nieuwsuur-presentator Joost Karhof debatteerden leerlingen tegen elkaar over actuele zaken, zoals digitalisering, Brexit en een verplichte DNA-bank.[3]